# Adam Żyliński
Adam Jacek Żyliński (ur. 10 lutego 1958 w Lidzbarku Warmińskim) – polski polityk i samorządowiec, poseł na Sejm III, VI i VII kadencji, w latach 1990–2002 i 2014–2018 burmistrz Iławy.

## Życiorys
Absolwent Wyższej Szkoły Pedagogicznej w Olsztynie (1999). W latach 1990–2002 przez trzy kadencje pełnił funkcję radnego i burmistrza Iławy. W wyborach w 1993 bezskutecznie ubiegał się o mandat poselski z ramienia komitetu Kongresu Liberalno-Demokratycznego w okręgu olsztyńskim. Od 1997 do 2001 był natomiast posłem III kadencji z listy Unii Wolności (od 1997 do 2002 był przewodniczącym regionu warmińsko-mazurskiego tej partii). Od 2003 do 2006 pracował jako dyrektor Powiatowego Urzędu Pracy w Iławie.
W 2005 ubiegał się o mandat senatora w wyborach parlamentarnych, startując z własnego komitetu wyborczego. W tym samym roku wstąpił do Platformy Obywatelskiej i z jej ramienia rok później wygrał wybory do sejmiku warmińsko-mazurskiego, obejmując następnie funkcję członka zarządu tego województwa. W wyborach w 2007 ponownie uzyskał mandat poselski z listy Platformy Obywatelskiej. Kandydując w okręgu elbląskim, otrzymał 11 835 głosów.
W wyborach w 2011 bezskutecznie ubiegał się o mandat poselski na kolejną kadencję. 25 stycznia 2012 objął jednak mandat poselski po Sławomirze Rybickim, który został ministrem w Kancelarii Prezydenta RP, w związku z czym musiał zrzec się mandatu poselskiego. Wiosną 2013 Adam Żyliński zrezygnował z członkostwa w PO, pozostając jednak w klubie parlamentarnym tej partii. W 2014 wystartował jako kandydat niezależny na burmistrza Iławy, wygrywając w drugiej turze głosowania. W 2018 nie uzyskał reelekcji na tę funkcję, został natomiast wybrany do rady miejskiej. W grudniu 2018 został wiceprzewodniczącym zarządu Związku Gmin Regionu Ostródzko-Iławskiego „Czyste Środowisko”. W 2019, będąc osobą bezpartyjną, bezskutecznie kandydował do Sejmu z listy PSL. W 2024 utrzymał mandat radnego Iławy na kolejną kadencję.
Brat Marka Żylińskiego.